# 張昭
张昭（156年—236年），字子布，徐州彭城（今江苏省徐州市）人，东汉末年孙吴的重臣、政治家、文學家、書法家；享年八十一歲，死後諡曰文侯。孫策創業時，任命其為長史、撫軍中郎將，將文武之事都委任於張昭。孫策臨終前，將其弟孫權託付給張昭，張昭率群臣忠心竭盡全力幫助孫權，並安撫百姓、討伐山賊，與中護軍周瑜共同掌管軍政，穩定內憂外患的局勢。孫權每次出征，常留張昭鎮守後方，領幕府事。赤壁之戰時，張昭鑑於曹操勢大，主張迎曹，從而威望下滑被排擠出軍政決策中心，且終身不得丞相之位，受孫策、吳夫人託孤之任，擁有「入宮拜孫權，出宮拜張昭」的地位。張昭容貌嚴正，敢於直言勸諫，一生以忠於孫氏基業為任。三國演義將同為出身徐州，同時出仕孫策的廣陵張紘，稱為江東二張。孫權稱張昭為張公、稱張紘為東部。

## 生平

### 年少成名
张昭年轻时就以博学出名，深受當地士子敬重，擅長隸書，尤其對鑽研《汉书》別有心得。隨白侯子安學習《左氏春秋》，與瑯琊人趙昱、東海人王朗一起聞名也互為友好。張昭成年後曾被舉薦為孝廉，但他推辭沒有接受，徐州出身的名士陳琳對他頗為仰慕。徐州刺史陶謙慕名察舉他為茂才，被張昭拒絕。陶謙認為張昭輕視他，因此將張昭監禁起來。后来受到趙昱求情才被释放。後來陶謙病逝後，張昭還是為陶謙寫了悼文。

### 忠謇方直
後來张昭因戰亂随其他难民逃到江東，因孙策親自登門禮賢下士而決定出仕，官拜长史和抚军中郎将，孙策軍几乎所有內政事务都由张昭经手處理，为孙策經營江东做出莫大贡献。
因而他深受北方士大夫的敬重，在他們的書信中多有稱讚張昭的言辭。張昭的一位名士好友更在書信中直言孫氏在江東的創業和統治都是張昭一人的功勞，然而這份讚譽太過火，好像絲毫不把孫策放在眼裡一樣，張昭感到擔憂害怕，自古以來功高震主並無好下場，傳出去惹惱孫策而感到十分為難，孙策知情後潇洒地说：「當年管仲相齊，齊人尊其為仲父，齊桓公也因管仲之才取得霸業；如今子布賢良，由我起用他，單就這點難道不算我的功勞嗎？」語畢哈哈大笑，孫策豪邁的胸襟氣度，化解了張昭的功高震主尷尬處境，也讓張昭在此事之後心甘情願死心塌地為孫策賣命。

### 託孤寄命
建安五年（200年），孙策遇刺身亡時，孫策三弟孫翊和孫策一樣驍悍果烈，張昭也和大臣們建議孫策令孫翊繼承兵權，然而孫策屬意二弟孫權，並將孫權託咐給张昭说：「如果仲谋不行，那麼請閣下在選擇另立其他弟弟吧。如果我軍最終無法在亂世立足，亦可從容的向西投靠到時最強大的勢力，不必有所顧慮。」孫策去世後，江東形勢非常嚴苛內憂外患。為維持孫氏的統治，張昭立即向朝廷上表，又給各屬縣發公文，對江東的內外將校則令他們各守其職。當時孫權非常悲傷，張昭勸孫權説：「作為繼承人，重要的是能繼承父兄的基業，使孫氏基業昌盛興隆，以建立偉大的功業。如今天下動盪不安，盜賊佔山蜂起，孝廉(孫權)你怎麼能卧床哀傷，像常人那樣去釋放個人的感情呢？」他親自扶孫權上馬，列兵而出，然後眾人才服從了孫權。
在孫權最初掌管江東時，因根基未穩，導致一些不服的人勾結在一起，謀圖造反。而張昭輔佐孫權安撫百姓，地方的長吏及羈旅之人，也得到重用而安定下來。孫權每次出征，都留張昭鎮守後方，總領府署的事務。後來黃巾軍餘黨起兵，張昭率軍將其討平。孫權徵合肥時，命張昭另外率部攻討匡琦。又命張昭督統諸將，攻破豫章“賊”帥周鳳等人於南城。自此以後，張昭鮮少領兵，常在孫權左右任謀臣。孫權因為張昭是舊臣，對他格外厚待，依然任其為長史。張昭在孫權面前敢於説出自己的意見，往往指責孫權做得不對的地方，對於孫權有良性的作用。
建安七年（202年），吳夫人去世。臨終前，她召見張昭等人，囑託後事。由此可見張昭的地位。

### 口無遮攔
張昭對同僚及君主嚴厲，對外敵卻是相當軟弱，時常反對舉兵出戰，也因此失策不少。諸葛恪、甘寧與魯肅等人都曾被張昭批評或輕視。
建安十二年（207年），由於周瑜、呂蒙的推薦，孫權對甘寧十分器重，對待他如原來那些老臣一般。甘寧心情愉快，立即向孫權獻計：「如今漢室運數日益衰微，曹操更為驕橫專斷，最終要成為篡漢的國賊。荊州這個地方，山勢屏障利便，江河流暢通行，這是我們東吳西面的屏障啊！我是在劉表手下幹過的。據我觀察，劉表這個人，自己既沒有深謀遠慮，兩個兒子劉琦劉琮又不和，根本守不住荊楚。將軍應該先下手為強，不可落在曹操之後。圖謀劉表的計劃，第一步先從黃祖下手。黃祖如今年老，昏聵無能，軍資糧食都很缺乏，身邊的人在愚弄欺瞞他，而他一味地貪圖錢財，在下屬官吏兵士們頭上剋扣索取。這些人都心懷怨恨，而戰船及各種作戰器具，破損而不加修整，荒誤農耕，軍隊缺乏訓練有素的隊伍。將軍現在前往進取，必定將他打敗。一旦擊敗黃祖的隊伍，即可擊鼓西進，前據楚關，軍勢即增大擴廣，這樣可逐漸謀取巴蜀之地了。」甘寧的這個意見與魯肅此前提出的榻上策，竟然不謀而合。孫權很讚賞這個意見，更加堅定了用兵的決心。當時張昭在座，對甘寧的意見不以為然。他説：「江東自身危急，如果軍隊真的西征，恐怕必然導致國內大亂。」甘寧不客氣地反駁：「國家將蕭何那樣的重任交給閣下，而您卻留守擔心出亂子，用什麼來追慕古人呢？」孫權見二人爭執，就舉杯向甘寧勸酒，並説：「興霸，今年即出征西進，如同這杯酒，我決定把它拜託給你了。你儘管勉力提出作戰方略，使我們一定能打敗黃祖，如此就是你立了大功，何必計較長史張昭的話呢？」
张昭位高權重且個性高傲，常不顧孫權面子直接當面指责他，有一次孙权設酒席，要群臣大醉方归，张昭闻讯非常愤怒马上离席。孙权拦住他说：「大家同歡共樂，公為何發怒？」张昭立即答道：「昔日紂王酒池肉林宴飲狂歡，他也認為這是好事而不是壞事。」
孙权深感惭愧，但歡愉的宴會也被他攪和到眾人敗興而歸，不少人認為張昭此舉太小題大作自以為是。由於太常不分場面直斥孫權也讓孫權對他心有芥蒂，自以為是的個性也讓其他重臣對他無好感。

### 勸主迎曹
建安十三年（208年），曹操大軍壓境，赤壁之戰爆發前夕，當時曹操寫信給孫權。孫權把書信給臣下們看，眾人無不驚惶失色。張昭等人説：「曹操是豺狼虎豹，挾持天子以征討四方，動輒以朝廷的名義來發布命令。今天我們如果進行抗拒，就更顯得名不正而言不順。況且將軍可以抵抗曹操的，是依靠長江天塹。現在，曹操佔有荊州的土地，劉表所訓練的水軍，包括數以千計的蒙衝戰船，皆由曹操接管，曹操全部船隻沿長江而下，再加上步兵，水陸並進。這樣，長江天險已由曹操與我們共有，而雙方勢力的眾寡又不能相提並論。因此，依我們的愚見，最好是迎接曹操，投降朝廷。」但在主戰派的周瑜、程普、魯肅等人的勸説下，孫權與劉備聯合，反倒擊退了曹操大軍。數次懦弱的失算也導致張昭的政治地位大幅滑落，更失去了孫權的信任，外加自己口無遮攔又過份高傲的個性，影響後來仕途。
同年十二月，孫權親自率軍包圍合肥，派張昭率軍攻打九江郡所屬的當塗縣，但未能攻克。

### 剛直苦諫
建安十四年（209年），劉備表奏孫權為車騎將軍兼徐州牧，張昭任軍師。孫權每次打獵，經常騎馬射虎，老虎常常往前撲到馬鞍上。張昭因此改變臉色上前説道：「您用什麼抵擋它？為人君者，應該能駕馭英雄，驅使羣賢，豈能馳逐於原野，驍勇於猛獸？如果一旦有個閃失，不怕被天下恥笑嗎？」孫權向張昭道歉道：「年少慮事不遠，此事有愧於您。」但是仍然不能控制自己，於是製造射虎車，車中不設蓋，有一人駕駛，自己在裏面射獸。當時有脱羣的野獸撲向他的車，但孫權每次都親手搏鬥以此為樂。張昭儘管苦諫，孫權卻常笑而不答。

### 眾望攸歸
建安十七年（212年），司空軍謀祭酒阮瑀在《為曹公作書與孫權》中寫道：“若能內取子布，外擊劉備，以效赤心，用復前好，則江表之任，長以相付，高位重爵，坦然可觀。”當時周瑜已去世，而劉備已入蜀，曹操臨濡須。此時作為曹操喉舌的阮瑀卻在拉攏孫權的信中要求除掉張昭，可見其威望之高。
黃初二年八月丁巳（221年9月23日），曹魏派遣太常邢贞持节前往册拜孙权为大将军，封吴王，加九锡。冬季十一月，邢贞抵达东吴，孙权前往都亭等侯邢贞，邢贞进门不下车，脸上有傲慢的神色。张昭指責邢贞：“没有不恭敬的礼节，也没有不被实行的法令。而你胆敢妄自尊大，难道是认为江南人寡势弱，连用来执法行刑的刀子也没有？”邢贞急忙下车，向东吴群臣表示感谢。东吴中郎将徐盛愤怒不平，环视同僚並言語不屑而落淚，因此邢貞聽了就說：「江东有这样的将相，不会甘心久居人下。」

### 不得君心
孫權在武昌時在釣台飲酒大醉，讓人用水灑向羣臣説：「今日酣飲，只有醉後落入水中，才能停止。」張昭正色不言，外出坐於車中。孫權遣人請回張昭，對他説：「大家一起高興，您又何必發怒？」張昭回答：「以前紂王作糟丘酒池一夜宴飲，當時也以為只是高興而已，不認為有什麼不對。」孫權默然而感到慚愧，於是罷酒。
孙权被曹丕封为吳王後设立丞相職，很多人提名张昭来担任，但孙权推托说：「眼下事情太多，且丞相職重責繁，不好勞煩他老人家。」孙权任命平庸的孙邵担任丞相。孙邵去世后，又有人提出让张昭担任丞相，孙权这才道出真实原因：「你們以為孤很喜歡子布嗎？況且當丞相需要有能調和群臣意見的圓融個性，張昭這個人性情又太剛烈強硬，他的意見要是沒被採納就會埋怨鬧脾氣，過去也常與其他同僚有紛爭，當丞相對他來說並不是好事。」遂任命顾雍为丞相。

### 盡誠匡弼
黃龍元年（229年），孫權稱帝后，张昭称老退位，更拜輔吴将军，地位僅次於三公，改封婁侯，食邑萬戶，退居为《論語》、《左传》写注解。
張昭每次朝見，都辭氣壯厲，義形於色，曾經因為直言逆旨，而不晉見。後來蜀漢的使者鄧芝或為費禕抵達，稱讚蜀漢的德業，孫吳群臣中竟沒有一人能讓他屈服，孫權嘆息道：「如果張公在座的話，他不屈服也會意撓，怎麼還能自誇呢！」隔日，派使者勞問，想要請見張昭。
張昭到達後，避席道歉，孫權跪着阻止。張昭坐定後，仰頭説道：「當初太后（指吳夫人）、桓王（指孫策）不把老臣交給陛下，而是把陛下交託給老臣，所以臣思盡臣節想要報答厚恩，但臣見識思慮淺短，違逆陛下聖明的意旨，自己認為死後必將屍骸永遠丟棄在溝壑中，不料又蒙召見，得以報效陛下於朝廷。然而臣這顆愚闇的心用來服侍國家，志在忠貞不移，死而後已。假如説要臣改變思想，以求得世間的尊榮和陛下的歡心，這一點為臣是絕對做不到的！」孫權為此向他道歉。

### 退居不朝
嘉禾元年（232年），曹魏遼東太守公孫淵在遼東反魏，向孫吳稱臣以為外援。張昭勸諫道：「公孫淵背叛魏國而懼怕其征討，所以才遠來求援，這不是他的本意。如果公孫淵改變意圖，想要向曹魏表白拒吳迎魏的姿態，那幾位使者就回不來，這難道不會讓天下取笑嗎？」孫權與其反覆爭辯，張昭勸諫之意越來越激烈。孫權忍無可忍了，拔刀憤怒地説：「吳國的士人入宮就拜朕，出宮則拜您，朕對您的敬重，已經到了極點了，但您無數次在公開場合當著眾人面中羞辱朕，朕害怕自己失手傷害您。」張昭以真誠的眼神注視孫權許久，方才説道：「臣雖然知道自己的話不會被聽從，但每次想要竭盡愚忠的原因，是因為當年桓王與太后臨終的時候，呼喚老臣在床塌前，遺詔顧命的話如今還在耳旁啊！」説完後涕泣橫流。孫權也擲刀於地，與張昭相擁而泣。
但孫權還是一意孤行遣使前往遼東，張昭憤恨自己的忠言不被孫權採納，於是退居不朝，孫權在盛怒之下，命令用土封住張昭的家門，來表示他永遠不必出門了。張昭也用土從門內將門堵住，以表示他也永遠不打算出門了。結果公孫淵出賣孫吳，殺了孫權派到遼東去的使者太常張彌、執金吾許晏、將軍賀達。這時孫權才追悔莫及沒有聽取張昭的忠言，數次派人請張昭上朝無果，但又不願低頭向張昭道歉示弱，於是下令用火燒張昭的家門，以此逼他出門。但這方法也沒嚇倒張昭，因此孫權只好又下令將火又撲熄。最後孫權在張昭家門前久站不去，張昭才在兒子張承張休的攙扶下，孫權用馬車載他們回宮，並深深反省自己的過錯。張昭不得已，然後上朝。
张昭享壽81岁，丧事从简，入棺材都没有更换衣服。孙权戴孝前去吊唁，赐谥号文侯。张昭长子张承已经封侯，次子张休世袭张昭爵位。

### 墓葬
2022年，南京市考古研究院挖掘位於南京油库公园地块的M171墓。該墓為竖穴土坑砖室墓，曾遭到盗扰，不過依然出土金印、金镯、铜弩机等遗物。根据出土的「辅吴将军章」、「娄侯之印」金印，2024年确定M171墓主人身份为张昭。

## 家族
- 子女：
  - 长子：张承
  - 次子：张休
- 姪子女：
  - 姪子：張奮

- 孫輩：
  - 孫子：張震
  - 孙女：張妃，嫁孙权三子孙和；张氏，嫁陆逊次子陆抗
- 曾孫：張闓，字敬緒，東晉名士，於唐《晉書》有傳。

## 艺术形象

### 三國演義
《三國演義》中，張昭與顧雍經常一唱一和的建議。周瑜向孫策成就霸業的時候，提及張昭和張紘二人，兩人合稱二張，并推舉孫策找二人加入麾下。於是孫策帶著聘禮，到二人家中聘請，二人允許。遂即拜張昭為長史并兼任撫軍中郎將，張紘為參謀正議校尉，並一起商議進攻劉繇的事宜。
孫策打敗劉繇手下張英，被問當地人漢武光廟的位置，當地人導出在嶺上。孫策説在夜晚夢到光武帝召他相見，但張昭認為不可，嶺南上是劉繇的營寨，有伏兵怎麽辦？但孫策認為有神人保佑何懼，便帶領韓當、黃蓋、蔣欽、周泰等人出發。及後孫策和太史慈不分勝負而收兵回營，張昭認為：“周瑜襲擊曲阿，敵軍無心戀戰，今晚上可以劫營。”孫策聽從。
周泰跟從孫權征討山賊身中十二槍重傷，董襲提議請虞翻到此醫治。孫策知道虞翻的名聲，并誓要讓這賢士收歸麾下，并派張昭和董襲請他到來治療。
孫策脫離袁術後，袁術被呂布攻打陷入危難，向孫策借兵。孫策以他為僭為帝位，叛漢的反賊為理由拒絕。袁術看到回信後大怒，要先討伐孫策。袁術的兵馬來到，忽然曹操來到，拜孫策為會稽太守，命孫策起兵攻打袁術，孫策商議後決定起兵。張昭認為：“袁術雖然剛敗，但兵馬同糧草還是那麽多，不能輕敵。提議修書一封給曹操，讓他南征，我軍為後應，兩軍互相應援，袁術必敗。萬一我們有什麼不測，也可望曹操救援。”孫策聽從。
孫策欲斬于吉，張昭等人勸諫不可，并聯名上書乞求。孫策臨死的時候向弟孫權的遺言：“內事不決問張昭，外事不決問周瑜。”死後，張昭對孫權説：“現在不是將軍哭的時候，要一面治理喪事，另一面執理國家軍事。”孫權停下眼淚，張昭讓孫靜處理喪事，令孫權出堂，眾文武的人為他稱賀。張紘從曹操處回來，推薦了顧雍。
曹操破袁紹後，令吳太夫人帶兒子入朝，吳太夫人召張昭和周瑜商議。張昭説：“曹操想讓夫人和兒子入朝，必然是牽制其他諸侯的方法。如果不去，恐怕會被興兵伐江東，這樣大勢就會很危險。”周瑜認為六郡是將士用生命換回來，我們兵精糧足，不能和曹操聯合；不如靜觀其變，才是防禦的策略。國太聽後覺得合理，所以向使者回報不帶子入朝。後來吳太夫人病危，召周瑜和張昭，并對孫權説要當張昭和周瑜師傅對待，不能怠慢。吳太夫人死後，孫權欲伐黃祖，但張昭認為喪事未完，不宜出兵。但是，周瑜認為是報仇雪恨的時機到了，孫權猶豫不定。忽然呂蒙稟報甘寧來降，甘寧并説出黃祖的劣勢後，孫權決定出兵。
甘寧攻陷江夏孫權打算分兵江夏，但張昭認為孤城是沒可能守，提議暫時回江東。料定劉表必來報仇，我再以逸待勞，這樣劉表必敗。只要劉表兵敗就可以乘勢攻拿荊襄。孫權聽從張昭的說話。
曹操興兵打算伐孫權，張昭認為不可抵抗而勸孫權投降，眾謀士附議。孫權低頭沒有說話。張昭再次勸降，孫權再次沒有沉默。隨後諸葛亮來到江東結盟，與張昭等人辯論，用劉邦曾敗於項羽，但得韓信後，而幫劉邦取得初次勝利的往事，令張昭啞口無言。張昭知道孫權打算聯盟發兵，再次勸降。
合肥之戰，孫權兵敗，太史慈傷病；張昭請求孫權收兵，孫權答應，并派張昭向太史慈瞭解狀況，太史慈大叫後死亡。
張昭聞劉備逃跑回家，讓孫權不要放走，這樣會成為大患。周瑜打算興兵討伐劉備，張昭阻止，認為這樣會讓曹操高興，因為曹操最害怕就是孫劉聯合。
孫權聽聞曹操南下，張昭提案派魯肅修書一封，再和劉備聯合。孫尚香回江東，張昭提議孫權寫信説夫人病危，讓妹妹把劉備的兒子帶回來看看。
劉備在葭萌關，孫權想奪取荊州，張昭有一計：我們如果出兵，曹操就會來襲。不如寫信給劉璋，説劉備與我們已經結盟一起取西川，讓劉璋有疑心而進攻劉備；另一封寫給張魯，教他進攻荊州，這樣令劉備進退不能。到時候我們再起兵攻取，一切都可以解決。但後來，劉備吞併西川，召張昭和顧雍商討，顧雍認為借荊州不還，就要動兵。而張昭認為不能動兵，又提出一計：把諸葛瑾老小捉來監禁，讓諸葛瑾去問諸葛亮拿回荊州。
跟隨孫權出征逍遙津。後關羽被孫權所斬，張昭聽聞會見主公，知道劉關張三人結拜兄弟，今天殺了關羽，劉備必然來報仇，這樣江東會大禍臨頭。孫權大驚，張昭有一計，把關羽首級轉送給曹操，讓仇恨引到曹操處。劉備打算攻取江東，諸葛瑾讓自己去做使者再次聯盟，孫權答應。張昭見孫權，對他説：“諸葛瑾知道蜀國兵數龐大，所以假借聯盟而入蜀，不會再回來。”孫權相信諸葛瑾不會這樣做，有人回報諸葛瑾回來，張昭羞愧離開。
後曹操派邢贞來封孫權為王，其高傲的性格，令張昭不滿。劉備起兵伐吳，孫桓在夷陵受困求救。張昭奏孫權，指揮官讓韓當為正周泰為副，潘璋為先鋒，凌統為後，甘寧作為救援，起兵十萬拒敵。孫權聽從。但軍勢依然大敗，孫權打算起用陸遜，張昭見陸遜為書生，不是劉備對手，勸其不要用。
張昭和顧雍向孫權啟奏，改年號為元，孫權答應。後孫權讓張昭輔助自己的兒子，并命其為三公之上。群臣商討伐魏對策，但張昭認為先安民心，不可動兵，應該與劉備同盟，孫權聽從。

### 影视形象
- 1985年--亚洲电视（ATV）《諸葛亮》，由钱文华飾演。
- 1994年--中國中央電視台電視劇集《三國演義》，由周继纬飾演。
- 1996年--中華電視公司電視劇《關公》，由王瑞林飾演。
- 1996年--電影《诸葛孔明》，由李康飾演。
- 2004年--中国中央电视台电视剧《武圣关公》，由李容新飾演。
- 2008年--電影《赤壁》，由张毅飾演。
- 2010年--中國電視劇《三国》，由申杰飾演。
- 2010年--中國電視劇《廉石传奇》，由赵文瑄飾演。
- 2012年--香港無線電視台電視劇《回到三國》，由余子明飾演。
- 2016年--中國电视剧《武神赵子龙》，由蔡刚飾演。
- 2017年--中國电视剧《大军师司马懿之军师联盟》，由王虎城飾演。

### 動漫
- 《蒼天航路》（王欣太）
- 《火鳳燎原》（陳某）:設定為水鏡學府之老師，擅長內政及經營之道，為周瑜遊說下出山襄助孫家，以彌補周瑜的不足。

## 评价
- 陳壽：「张昭受遗辅佐，功勋克举，忠謇方直，动不为己；而以严见惮，以高见外，既不处宰相，又不登师保，从容闾巷，养老而已，以此明权之不及策也。」

- 孫策：「昔管子相齊，一則仲父，二則仲父，而桓公為霸者宗。今子布賢，我能用之，其功名獨不在我乎！」

- 孙权曾经说：“孤与张公言，不敢妄也。”又曾在争执时对张昭说：“吴国士人入宫则拜孤，出宫则拜君，孤之敬君，亦为至矣。而数于众中折孤，孤尝恐失计。”“孤岂为子布有爱乎？领丞相事烦，而此公性刚，所言不从，怨咎将兴，非所以益之也。”“使张公在坐，彼不折则废，安复自夸乎？”

- 曹丕：“彼二人皆权股肱心腹也。”

- 王朗：「張子布，民之望也，北面而相之。」

- 陈琳：「自仆在河北，与天下隔，此间率少于文章，易为雄伯，故使仆受此过差之谭，非其实也。今景兴（王朗）在此，足下与子布在彼，所谓小巫见大巫，神气尽矣。」

- 邢貞：「江东将相如此，非久下人者也。」

- 鱼豢《典略》：“其人信一时之良干，恨其不于嵩岳等资，而乃播殖于会稽。”

- 陆机《辨亡论》：“诛叛柔服而江外厎定，饬法修师而威德翕赫，宾礼名贤而张昭为之雄，交御豪俊而周瑜为之杰。彼二君子，皆弘敏而多奇，雅达而聪哲，故同方者以类附，等契者以气集，而江东盖多士矣。”“故豪彦寻声而响臻，志士希光而影骛，异人辐辏，猛士如林。于是张昭为师傅；周瑜、陆公（陆逊）、鲁肃、吕蒙之畴入为腹心，出作股肱。”

- 陆云《张二侯颂》：“辅吴将军文侯，遭季末云扰，遂避难于东。有吴之兴，实为谋主。桓王即世，援建太祖。知命审于将萌，先识镜于未兆。遂作上将，辅成王业。立朝无不易之方，正色有犯颜之亮，固所谓‘謇謇王臣，古之遗直者’也。”“洪族既昌，再惠音徽。於穆二侯，仍世双飞。堂堂辅吴，抑抑奋威。如龙之跃，如凤之辉。薄言戾止，在彼紫微。卯金纷若，四海畔换。文侯乃顾，妙世达观。逝彼涂方，度兹江汉。鸿飞遵海，聿来有乱。遭家不造，歼我明圣。桓后肇扬，侯承末命。皇大烝哉，天保永定。匪侯恤度，宗绪孰正。帝整我旅，外薄四荒。命作惟师，时惟鹰扬。遂登上将，亮彼大皇。底邑胙土，命圭有璋。蹇蹇我侯，明发宿夜。袭彼遗直，兴言有谟。聿怀来忠，王室之故。猗欤定侯，祗服清曜。奕奕琼范，玉润淑貌。渊谓往藏，朗思来照。曾是徽章，再世被荷。庸勋开国，明道隆家。苾苾其芬，淑问扬和。有蔚其文，如林之华。皇矣帝祚，受言既崇。女子有行，作合储宫。条延紫极，颖衍皇宁。衅衅定侯，在盈思冲。祗宠戒溢，永怀慎终。重光并曜，播我芳风。”

- 华谭：“赖先主承运，雄谋天挺，尚内倚慈母仁明之教，外杖子布廷争之忠，又有诸葛、顾、步、张、朱、陆、全之族，故能鞭笞百越，称制南州。”

- 慕容皝：“及权（孙权）据杨越，外杖周（周瑜）张，内凭顾（顾雍）陆（陆逊），拒魏赤壁，克取襄阳。”

- 庾阐：“桓桓勇武，堂堂硕佐。运筹则渊回，抱麾则虎步。临机如公瑾，遗爱如子布。是以朝宗江汉，廓落王祚。”

- 习凿齿：“张昭于是乎不臣矣！夫臣人者，三谏不从则奉身而退，身苟不绝，何忿怼之有？且秦穆违谏，卒霸西戎，晋文暂怒，终成大业。遗誓以悔过见录，狐偃无怨绝之辞，君臣道泰，上下俱荣。今权悔往之非而求昭，后益回虑降心，不远而复，是其善也。昭为人臣，不度权得道，匡其后失，夙夜匪懈，以延来誉，乃追忿不用，归罪於君，闭户拒命，坐待焚灭，岂不悖哉！”

- 袁宏：“子布佐策，致延誉之美，辍哭止哀，有翼戴之功，神情所涉，岂徒謇谔而已吉哉！然杜门不用，登坛受讥。夫一人之身所照未异，而用舍之间俄有不同，况沉迹沟壑，遇与不遇者乎！”“子布擅名，遭世方扰。抚翼桑梓，息肩江表。王略威夷，吴魏同宝。遂赞宏谟，匡此霸道。桓王之薨，大业未纯。把臂托孤，惟贤与亲。轰哭止哀，临难忘身。成此南面，实由老臣。才为世生，世亦须才。得而能任，贵在无猜。”

- 裴松之：「张昭劝迎曹公，所存岂不远乎？夫其扬休正色，委质孙氏，诚以厄运初遘，涂炭方始，自策及权，才略足辅，是以尽诚匡弼，以成其业，上籓汉室，下保民物；鼎峙之计，本非其志也。曹公仗顺而起，功以义立，冀以清一诸华，拓平荆郢，大定之机，在于此会。若使昭议获从，则六合为一，岂有兵连祸结，遂为战国之弊哉！虽无功于孙氏，有大当于天下矣。昔窦融归汉，与国升降；张鲁降魏，赏延于世。況權舉全吳，望風順服，寵靈之厚，其可測量哉！然則昭為人謀，豈不忠且正乎！」

- 环济《吴纪》：“忠正有才义。”

- 许嵩《建康实录》：“好学，善谈论，能隶书。”

- 朱敬则：“萧何之镇静关中，寇恂之安辑河内，諸葛亮相蜀，张昭辅吴，茂宏之经理琅琊，景略之弼谐永固，刘穆之众务必举，扬遵彦百度惟贞，苏绰共济艰难，高熲同经草昧，虽功有大小，运或长短，咸推股肱之林。悉为忠烈之士。”

- 李溪：“破虏当时拔俊中，张公杖策过江来。平生容貌矜庄甚，此老威严列上台。”

- 严从：“子布刚简，怀不挠之节，属桓王创业，首赞经纶，仲谋嗣立，躬自扶翊。古人所谓托六尺之孤者欤？既而忠言屡发，直道不回，折弋猎之娱，沮钓台之乐：斯又王臣蹇蹇，国之元老者哉。夫江东之於天下，犹四体之有一掌耳，权不能恢阐雄量，以求忠谠，而乃轻肆忿毒，厌闻至言，始抽刃於虞翻，终按刀於子布。翻既谪终遐裔，昭亦废处家僮，故使时望挫伤，元功圯衄。”

- 司马光《资治通鉴》：「昭容貌矜严，有威风，吴主以下，举邦惮之。」

- 苏轼：“如汉汲黯、萧望之、李固，吴张昭，唐魏郑公、狄仁杰，皆以身徇义，招之不来，麾之不去。正色而立于朝，则豺狼狐狸，自相吞噬，故能消祸于未形，救危于将亡。”“仆之有张昭，正如备之孔明，左提右挈，以就大事，国中文武之事，尽以委之，而见教杀昭与备，仆岂病狂也哉。”

- 萧常：“昭以纯刚见惮于孙权，虽不及相，而所立有可称者。惜夫！委质非其所，君子所不与。不然，其汲黯、萧望之之流亚欤。”“纮与昭号二张。纮柔克，昭纯刚。纮先死，德不亡，昭后死，誉益彰。”

- 陈亮：“桓王属大皇于张昭，更以周瑜遗之，后瑜驰驱于颠危之际，昭遂废不用。何哉？江东虽定而国轻矣。余论次其行事，使善观国者有考焉。”

- 胡三省：“张昭事吴，有古大臣之节。”“张昭辅吴为元臣。”

- 郝经：“国之将兴，必有佐命之臣，以建不拔之基焉。孙氏之有张昭，近之矣。昭以硕儒元老，顾受遗托，忠鲠彊谏，有不可犯之色与不可夺之节，汲黯、萧望之之流也。虽以严见惮，终于疏外，而耆德峻望，殷勤敌国，增重江表，足以揭桓王之美，明大帝之盛业也。使谏行言听，有吴功烈岂止是哉？其劝权迎操，志存汉室，以王道为度，初不事夫偏霸也，此昭之所以为，昭岂浅浅功利之徒所能识哉？”“中州名流，弛担江表。逢时启霸，分辰割曜。把臂挈孤，付托元老。彊直不挠，忠诚矫矫。”“危哉！昭烈防不出数子之彀，操之遣拒袁术也，昱嘉昭皆以为不可遣，毒手莫施幸而飏去，料敌制胜卒使昭烈不得中原尺土。呜呼！数子何雠汉之深也。当是之时，魏有荀彧、荀攸、贾诩、程昱、郭嘉、董昭、刘晔、蒋济、司马懿为之谋，吴有张昭、周瑜、鲁肃、吕蒙、陆逊运其筹。”
- 高启：“何谓社稷之臣，忠荩孚扵上下，威望加扵内外，敌国闻之而不敢谋，奸宄畏之而不敢发，正色立朝，招之不来而麾之不去，若汉汲黯、吴张昭、唐郭子仪是也。”
- 乾隆帝：“弟权因之，用贤纳谏，周瑜、鲁肃、张昭、顾雍、陆逊皆被擢用，于是成鼎足之势，开有吴之基，兵强将勇，敌国畏之。”
- 王懋竑：“昭以刚直见惮，权称为张公而不敢字之。……昭之议迎曹乃过为权计，不欲孤注一掷，亦用策‘缓步西归’之言耳。虽为失策，然未至误大计。权即尊位，不当追仇前语。昭以师傅自居于权，未尝有所屈降，何至以一语之故遂伏地流汗乎？”
- 柏杨：“反过来看孙张之间，亦师亦友，火攻土掩的戏剧景观，充满真挚和温馨。”

## 延伸阅读
[在维基数据编辑]
 《三國志·卷52》，出自陳壽《三國志》
 《明史卷一百六十四》，出自《明史》
 在维基共享资源阅览影像